# Seznam dílů seriálu Inuyasha
Toto je seznam dílů seriálu Inuyasha. Japonský televizní anime seriál Inuyasha je založen na stejnojmenné manze, jejímž autorem je Rumiko Takahaši. Vytvořilo jej studio Sunrise a byl premiérově vysílán od 16. října 2000 do 13. září 2004 na televizní stanici ytv. Druhý anime seriál, Inuyasha Kanketsu-hen, měl premiéru 3. října 2009 a zadaptoval závěrečné svazky mangy.

## Přehled řad
| Řada | Díly | Premiéra v Japonsku | Premiéra v Japonsku | Premiéra v ČR | Premiéra v ČR |
| Řada | Díly | První díl           | Poslední díl        | První díl     | Poslední díl  |
| ---- | ---- | ------------------- | ------------------- | ------------- | ------------- |
| 1    | 27   | 16. října 2000      | 21. května 2001     | vysíláno      | vysíláno      |
| 2    | 27   | 28. května 2001     | 10. prosince 2001   | vysíláno      | vysíláno      |
| 3    | 28   | 17. prosince 2001   | 12. srpna 2002      | vysíláno      | vysíláno      |
| 4    | 28   | 19. srpna 2002      | 12. května 2003     | vysíláno      | vysíláno      |
| 5    | 28   | 19. května 2003     | 19. ledna 2004      | vysíláno      | vysíláno      |
| 6    | 29   | 26. ledna 2004      | 23. září 2004       | vysíláno      | vysíláno      |
| 7    | 26   | 3. října 2009       | 29. března 2010     | vysíláno      | vysíláno      |

## Seznam dílů

### První řada (2000–2001)
| Č. v seriálu | Č. v řadě | Původní název                                                           | Český název                                               | Scénář            | Premiéra v Japonsku |
| ------------ | --------- | ----------------------------------------------------------------------- | --------------------------------------------------------- | ----------------- | ------------------- |
| 1            | 1         | Toki o koeta šódžo to fúinsareta šónen 時代を越えた少女と封印された少年 | Dívka, která se vrátila v čase, a zapečetěný chlapec      | Masashi Ikeda     | 16. října 2000      |
| 2            | 2         | Šikon no tama o nerau monotači 四魂の玉を狙う者たち                     | Lidé, kteří pátrají po drahokamu                          | Masashi Ikeda     | 23. října 2000      |
| 3            | 3         | Honekui no ido kara tadaima! 骨喰いの井戸からただいまっ！               | Vracím se ze studny požírající kosti!                     | Kacujuki Sumisawa | 30. října 2000      |
| 4            | 4         | Sakasagami no jóma Júra 逆髪の妖魔 結羅                                 | Yura, démon z vlasů                                       | Kacujuki Sumisawa | 6. listopadu 2000   |
| 5            | 5         | Senricu no kikóši Seššómaru 戦慄の貴公子 殺生丸                         | Strašlivý lord Sesshomaru                                 | Kacuhiko Čiba     | 13. listopadu 2000  |
| 6            | 6         | Bukimi na jótó Tessaiga 不気味な妖刀 鉄砕牙                             | Démonický meč Tessaiga                                    | Kacuhiko Čiba     | 20. listopadu 2000  |
| 7            | 7         | Gekitaikecu! Seššómaru tai Tessaiga! 激対決！ 殺生丸ＶＳ鉄砕牙!!        | Střet! Inuyasha vs. Sesshomaru!                           | Kacuhiko Čiba     | 27. listopadu 2000  |
| 8            | 8         | Tono jókai cukumo no gama 殿様妖怪 九十九の蝦蟇                         | Ropucha, která byla princem                               | Takaši Jamada     | 4. prosince 2000    |
| 9            | 9         | Šippó tódžó! Raidžú kjódai Hiten Manten 七宝登場！ 雷獣兄弟 飛天満天!!  | Objeví se Šippó a hromoví bratři - Hiten a Manten         | Kacujuki Sumisawa | 11. prosince 2000   |
| 10           | 10        | Jótó gekitocu! Raigekidžin tai Tessaiga 妖刀激突! 雷撃刃VS鉄砕牙!!      | Střet dvou démonických čepelí! Čepel blesku vs. Tessaiga! | Kacujuki Sumisawa | 18. prosince 2000   |
| 11           | 11        | Gendai ni jomigaeru noroi no nómen 現代によみがえる呪いの能面           | Prokletá maska, která se probudila v současnosti          | Masashi Ikeda     | 15. ledna 2001      |
| 12           | 12        | Tatari mokke to čiisana akurjó タタリモッケと小さな悪霊                 | Duch hrající na píšťalku a malá uličnická duše            | Tecuko Takahaši   | 22. ledna 2001      |
| 13           | 13        | Šingecu no nazo! Kurogami no Inujaša 新月の謎 黒髪の犬夜叉              | Záhada nového měsíce a černovlasý Inuyasha                | Kacuhiko Čiba     | 29. ledna 2001      |
| 14           | 14        | Nusumareta Kikjó no reikocu 盗まれた桔梗の霊骨                          | Kikyin ukradený popel                                     | Akinori Endó      | 5. února 2001       |
| 15           | 15        | Hiun no miko Kikjó fukkacu 悲運の巫女 桔梗復活                          | Návrat truchlivé kněžky, Kikyo                            | Akinori Endó      | 12. února 2001      |
| 16           | 16        | Migi te ni kazaana furjó hóši Miroku 右手に風穴 不良法師 弥勒           | Větrný tunel v pravé ruce chlípného mnicha Miroka         | Takaši Jamada     | 19. února 2001      |
| 17           | 17        | Dřigoku eši no kegareta sumi 地獄絵師の汚れた墨                         | Zkažený inkoust pekelného malíře                          | Kacujuki Sumisawa | 26. února 2001      |
| 18           | 18        | Te o kunda Naraku to Seššómaru 手を組んだ奈落と殺生丸                   | Spojenectví Naraka a Sesshomara                           | Ai Óta            | 5. března 2001      |
| 19           | 19        | Kaere, Kagome! Omae no džidai ni 帰れ、かごめ！ お前の時代に            | Vrať se, Kagome, zpět do svého času                       | Ai Óta            | 12. března 2001     |
| 20           | 20        | Asamašiki jató, Onigumo no nazo あさましき野盗 鬼蜘蛛の謎               | Bandita: Onigumovo tajemství                              | Takaši Jamada     | 19. března 2001     |
| 21           | 21        | Godžú nen mae no šindžicu; Naraku no šótai 50年前の真実 奈落の正体      | Blíže k Narakovu tajemství                                | Takaši Jamada     | 9. dubna 2001       |
| 22           | 22        | Ašiki bišó; Samajó Kikjó no tamašii 悪しき微笑 さまよう桔梗の魂         | Kikyina bloudící duše                                     | Akinori Endó      | 9. dubna 2001       |
| 23           | 23        | Kagome no koe to Kikjó no kučizuke かごめの声と桔梗の口づけ             | Hlas Kagome a polibek Kikyo                               | Akinori Endó      | 16. dubna 2001      |
| 24           | 24        | Jókaitaidžija, Sango tódžó! 妖怪退治屋 珊瑚登場！                       | Zabiják démonů Sango                                      | Kacujuki Sumisawa | 23. dubna 2001      |
| 25           | 25        | Naraku no bórjaku o uči jabure! 奈落の謀略をうち破れ！                  | Nepřekonatelný Narakův plán                               | Kacujuki Sumisawa | 7. května 2001      |
| 26           | 26        | Cui ni akasareta šikon no himicu ついに明かされた四魂の秘密             | Tajemství drahokamu je konečně odhaleno                   | Kacujuki Sumisawa | 14. května 2001     |
| 27           | 27        | Suidžin ga šihaisuru jami no mizuumi 水神が支配する闇の湖               | Bůh vody, který vládne jezeru temnoty                     | Tecuko Takahaši   | 21. května 2001     |

### Druhá řada (2001–2001)
| Č. v seriálu | Č. v řadě | Původní název                                                             | Český název                                 | Scénář            | Premiéra v Japonsku |
| ------------ | --------- | ------------------------------------------------------------------------- | ------------------------------------------- | ----------------- | ------------------- |
| 28           | 1         | Kakokuna wana ni kakatta Miroku 過酷な罠にかかった弥勒                    | Miroku chycen v past                        | Takaši Jamada     | 28. května 2001     |
| 29           | 2         | Sango no kunó to Kohaku no inoči 珊瑚の苦悩と琥珀の命                     | Sangiina starost a Kohakův život            | Akinori Endó      | 4. června 2001      |
| 30           | 3         | Nusumareta Tessaiga taikecu Naraku no širo! 盗まれた鉄砕牙 対決 奈落の城! | Ukradená Tessaiga, souboj na Narakově hradu | Akinori Endó      | 11. června 2001     |
| 31           | 4         | Kokorojasašiki aišú no Džinendži 心優しき哀愁の地念児                     | Milý, ale smutný démon Jinenji              | Kacujuki Sumisawa | 18. června 2001     |
| 32           | 5         | Džaki ni očita Kikjó to Inujaša 邪気に落ちた桔梗と犬夜叉                  | Kikyo a Inuyasha mají potíže                | Ai Óta            | 25. června 2001     |
| 33           | 6         | Torawareta Kikjó to Naraku 囚われた桔梗と奈落                             | Naraku se zmocnil Kikyo                     | Ai Óta            | 2. července 2001    |
| 34           | 7         | Tenseiga to Tessaiga 天生牙と鉄砕牙                                       | Tessaiga a Tenseiga                         | Takaši Jamada     | 9. července 2001    |
| 35           | 8         | Meitó ga erabu šin no cukai te 名刀が選ぶ真の使い手                       | Pravý majitel silného meče                  | Takaši Jamada     | 16. července 2001   |
| 36           | 9         | Kagome rjakudacu! Čósoku no jóró Kóga! かごめ略奪! 超速の妖狼 鋼牙        | Kagomenin únos, rychlý vlčí démon Koga      | Kacujuki Sumisawa | 23. července 2001   |
| 37           | 10        | Kagome ni horeta aicu かごめに惚れたあいつ                                | Ten, kdo se zamiloval do Kagome             | Kacujuki Sumisawa | 30. července 2001   |
| 38           | 11        | Hanarete kajou futari no kimoči はなれて通うふたりの気持ち                | Dvě srdce, jedna mysl                       | Takaši Jamada     | 6. srpna 2001       |
| 39           | 12        | Šikumareta šitó 仕組まれた死闘                                            | Uvězněný v souboji na smrt                  | Kacujuki Sumisawa | 13. srpna 2001      |
| 40           | 13        | Kazecukai Kagura no jóennaru wana 風使い神楽の妖艶なる罠                  | Smrtící past větrné čarodějky Kagury        | Kacujuki Sumisawa | 20. srpna 2001      |
| 41           | 14        | Kagura no mai to Kanna no kagami 神楽の舞と神無の鏡                       | Kaguřin tanec a Kannino zrcadlo             | Akinori Endó      | 27. srpna 2001      |
| 42           | 15        | Jaburareta kaze no kizu 破られた風の傷                                    | Selhání větrného šrámu                      | Akinori Endó      | 3. září 2001        |
| 43           | 16        | Cui ni oreta Tessaiga! ついに折れた鉄砕牙!                                | Zlomená Tessaiga                            | Tecuko Takahaši   | 10. září 2001       |
| 44           | 17        | Kaidžinbó no džaaku na curugi 灰刃坊の邪悪な剣                            | Kaijinbův zlý meč                           | Takaši Jamada     | 17. září 2001       |
| 45           | 18        | Seššómaru, Tókidžin o furú 殺生丸、闘鬼神を振るう                         | Sesshomaru ovládne Tokijin                  | Džunki Takegami   | 8. října 2001       |
| 46           | 19        | Džúrómaru to Kagerómaru 獣郎丸と影郎丸                                    | Juromaru a Jageromaru                       | Takaši Jamada     | 15. října 2001      |
| 47           | 20        | Naraku ni nokoru Onigumo no kokoro 奈落に残る鬼蜘蛛の心                   | Onigumovo srdce stále tluče uvnitř Naraka   | Takaši Jamada     | 22. října 2001      |
| 48           | 21        | Deatta bašo ni naeritai! 出会った場所に帰りたい!                          | Návrat na místo, kde jsme se poprvé setkali | Takaši Jamada     | 29. října 2001      |
| 49           | 22        | Ušinawareta Kohaku no kioku 失われた琥珀の記憶                            | Kohakova ztracená paměť                     | Džunki Takegami   | 5. listopadu 2001   |
| 50           | 23        | Ano kao ga kokoro kara kienai あの顔が心から消えない                      | Nezapomenutelná tvář                        | Džunki Takegami   | 12. listopadu 2001  |
| 51           | 24        | Kokoro o kuwareta Inujaša 心を喰われた犬夜叉                              | Inuyashova duše bude zhltnuta               | Džunki Takegami   | 19. listopadu 2001  |
| 52           | 25        | Tomerarenai! Jókai no honšó 止められない! 妖怪の本性                      | Démonova pravá povaha                       | Džunki Takegami   | 26. listopadu 2001  |
| 53           | 26        | Čiči no šukuteki: Rjúkocusei 父の宿敵 竜骨精                              | Otcův starý nepřítel: Ryukotsusei           | Kacujuki Sumisawa | 3. prosince 2001    |
| 54           | 27        | Tessaiga no ógi: Bakurjúha 鉄砕牙の奥義 爆流破                            | Nejsilnější útok Tessaigy: Zpětný úder      | Kacujuki Sumisawa | 10. prosince 2001   |

### Třetí řada (2001–2002)
| Č. v seriálu | Č. v řadě | Původní název                                                   | Český název                              | Scénář            | Premiéra v Japonsku |
| ------------ | --------- | --------------------------------------------------------------- | ---------------------------------------- | ----------------- | ------------------- |
| 55           | 1         | Iši no hana to Šippó no hacukoi 石の花と七宝の初恋              | Kamenná květina a Šippova první láska    | Tecuko Takahaši   | 17. prosince 2001   |
| 56           | 2         | Kiri no oku ni bidžo no júwaku 霧の奥に美女の誘惑               | Svůdná žena v mlze                       | Kacuhiko Čiba     | 14. ledna 2002      |
| 57           | 3         | Subete wa Tógenkjó no joru ni: Zenpen すべては桃源郷の夜に 前編 | Osudová noc v Shangri-la 1. část         | Kacujuki Sumisawa | 21. ledna 2002      |
| 58           | 4         | Subete wa Tógenkjó no joru ni: Kóhen すべては桃源郷の夜に 後編  | Osudová noc v Shangri-la 2. část         | Kacujuki Sumisawa | 28. ledna 2002      |
| 59           | 5         | Bišódžo šimai no dešiiri šigan 美少女姉妹の弟子入り志願         | Půvabné učednice                         | Džunki Takegami   | 4. února 2002       |
| 60           | 6         | Kuro miko godžúnen no noroi 黒巫女 五十年の呪い                 | Temná kněžka a padesát let trvající zášť | Kacuhiko Čiba     | 11. února 2002      |
| 61           | 7         | Arawareta Kikjó to Šikigami cukai 現れた桔梗と式神使い          | Kikyo a Temná kněžka                     | Džunki Takegami   | 18. února 2002      |
| 62           | 8         | Sokoširenu Cubaki no džubaku 底知れぬ椿の呪縛                   | Tsubakiina bezcitná kletba               | Kacujuki Sumisawa | 4. března 2002      |
| 63           | 9         | Ikute o habamu kóhaku miko 行く手を阻む紅白巫女                 | Červená a bílá kněžka                    | Kacuhiko Čiba     | 11. března 2002     |
| 64           | 10        | Tahótó no kjodai na oni 多宝塔の巨大な鬼                        | Zakázaná svatyně a obří démon            | Kacuhiko Čiba     | 18. března 2002     |

- 65: Sbohem, dny mého mládí (rodinná sešlost) (Saraba Seishun no Hibi さらば青春の日々)
- 66: Narakova bariéra – rozhodnutí Kagury (Naraku no Kekkai Kagura no Kesshin (奈落の結界 神楽の決心)
- 67: Kvílivý vítr zrady (Fukiareru Uragiri no Kaze 吹き荒れる裏切りの風)
- 68: Šippova výzva na souboj (Shippō e Ikari no Chosenjō 七宝へ怒りの挑戦状)
- 69: Muž bez tváře (představy kagomeniných kamarádek) (Kao no Nai Otoko no Kyōfu 顔のない男の恐怖)
- 70: Onigumova paměť se vrací (Yomigaetta Onigumo no Kioku よみがえった鬼蜘蛛の記憶)
- 71: Souboj na třech stranách (Mitsudomoe no Shitō no Hate 三つ巴の死闘の果て)
- 72: Totosaiův tvrdý výcvik (Tōtōsai no Kimyō na Shiren 刀々斎の珍妙な試練)
- 73: Shiorinina rodina a Inuyashovy pocity (Shiori Ayako to Aitsu no Kimochi 紫織母子とアイツの気持ち)
- 74: Rudá Tessaiga protíná bariéru (Kekkai Yaburu Akai Tessaiga 結界破る赤い鉄砕牙)
- 75: Panteří spiknutí (Hyōneko Shitennō no Inobu 豹猫四天王の陰謀)
- 76: Cíl: Sesshomaru a Inuyasha (Tāgetto wa Sesshōmaru to InuYasha 標的は殺生丸と犬夜叉!)
- 77: Kmen panterů a dva meče z tesáku (Hyōnekozoku to Futatsu no Kiba no Ken 豹猫族とふたつの牙の剣)
- 78: Chci jen tebe, Sango (Sango Mezashite, Onrī Yū 珊瑚目指してオンリーユー)
- 79: Jakenův plán (Jaken no Tessaiga bun Torisakusen 邪見の鉄砕牙ブン取り作戦)
- 80: Sesshomaru a únos Rin (Sesshōmaru to Sarawareta Rin 殺生丸とさらわれたりん)
- 81: Narakovo zmizení (Tachikireru Naraku no Yukue 断ち切れる奈落の行方)
- 82: Průrva mezi obdobími (Gendai to Sengoku no Hazama 現代と戦国のはざま)

### Sezóna 4: Episody 83–110
- 83: Vlčí žena a slib za měsíční duhy (Onna Yōrōzoku to Gekkō no Yakusoku 女妖狼族と月虹の約束)
- 84: Kogova nevěsta (Chōsoku no Hanayome Kōho 超速の花嫁候補)
- 85: Hrad nad hlavou Jaki ga Michiru (Oni no Kubi Jō 邪気が満ちる鬼の首城)
- 86: Tajemství posedlé princezny (Yorishiro no Hime no Himitsu 依り代の姫の秘密)
- 87: Osamělá pouť Kikyo (Meguru Kikyō no Kodoku na Tabiji めぐる桔梗の孤独な旅路)
- 88: Tři šotkové a opičí král (Sarugamisama no San Seirei 猿神さまの三精霊)
- 89: Souboj o lepší stravu (Aitsu to Kare Omimai Taiketsu アイツと彼のお見舞い対決)
- 90: Sotovo vyznání lásky (Inuyasha v supermarketu) (Omoikitta Sōta no Kokuhaku 思いきった草太の告白)
- 91: Podezřelý léčitel a černá Kirara (Ayashii Kitōshi to Kuroi Kirara 怪しい祈祷師と黒い雲母)
- 92: Chodící mrtvoly (Fukkatsu Shita Monotachi no Yabō 復活した者たちの野望)
- 93: Záhadný chlípný mnich (Shutsubotsu Suru Nazo no Sukebe Hōshi 出没する謎の助平法師)
- 94: Kopie posvátného drahokamu (Shikon no Tama o Tsukuru Mono (Zenpen) 四魂の玉を造る者 前編)
- 95: Kopie posvátného drahokamu, část II. (Shikon no Tama o Tsukuru Mono (Kōhen) 四魂の玉を造る者 後編)
- 96: Jaken je nemocný (Byōki ni Natta Ano Jaken 病気になったあの邪見)
- 97: Kiraro, vrať se domů (Kaette Konai Kirara 帰ってこない雲母)
- 98: Kikyo a Kagome: Samy v jeskyni (Dōkutsu ni wa Kikyō to Kagome no Futari Dake 洞窟には桔梗とかごめの二人だけ)
- 99: Koga a Sesshomaru: Nebezpečný střetnutí (Sesshōmaru to Kōga Kiken Sōgū 鋼牙と殺生丸 危険な遭遇)
- 100: Souboj v lese smutku (Akumu no Shinjitsu Nageki no Muri no Tatakai 悪夢の真実 嘆きの森の戦い)
- 101: Sedmiletý sníh (Are Kara Shichinen Me no Nagori Yuki あれから七年目のなごり雪)
- 102: Napadení vlčího kmene (Bōrei ni Ozowareta Yōrōzoku 亡霊に襲われた妖狼族)
- 103: Vzkříšení bandy sedmi (Yomigaetta Shichinintai よみがえった七人隊)
- 104: Tajemný travič Mukotsu (Shinobiyoru Doku Tsukai Mukotsu しのびよる毒使い 霧骨)
- 105: Strašlivý ocelový válečník (Bukimi na Hagane no Jūsōbi 不気味な鋼の重装備)
- 106: Kagome Miroku a Sango jsou v zoufalé situaci (Kagome, Miroku, Sango, Zettai Zetsumei かごめ、弥勒、珊瑚、絶体絶命)
- 107: Poprvé co jsme viděli Inuyashovy slzy (Hajimete Miseru Inuyasha no Namida 初めてみせる犬夜叉の涙)
- 108: Tajemství čisté duše (Kegarenaki Hikari no Himitsu けがれなき光の秘密)
- 109: Skryto v mlze: kupředu na Mt. Hakurei (Kiri ni Kakureta Hakureizan e Mukae 霧に隠れた白霊山へ向かえ)
- 110: Vůdce bandy sedmi, Bankotsu (Shichinintai no Shuryō Bankotsu Tōjō 七人隊の首領 蛮骨登場)

### Sezóna 5: Episody 111–138
- 111: Banryu versus větrný šrám (Gekitotsu! Banryū vs Kaze no Kizu! 激突! 蛮竜VS風の傷!)
- 112: Bariéra ostrova (Hijiri Komen ni Ukabu Hijiri Jima Kekkai 湖面に浮かぶ聖島の結界)
- 113: Svaté doko a tajemství mumie (Seinaru Dokko to Sokushinbutsu no Nazo 聖なる独鈷と即身仏の謎)
- 114: Kogův osamělý boj (Kōga no Kokō Naru Tatakai 鋼牙の孤高なる戦い)
- 115: Vlákán černým světlem (Suikomareru Kuroi Hikari 吸い込まれる黒い光)
- 116: Tváří tvář pravdě (Sarakedasareta Shinjitsu no Kao さらけだされた真実の顔)
- 117: Pohlcení řekou plamenů (Honō no Kawa ni Kieta Aitsu 炎の川に消えたアイツ)
- 118: Nekonečné hlubiny hory (Hakurei Hakureizan no Oku no Oku 白霊山の奥の奥)
- 119: Nebeská zlost svatého (Kōgōshii Akui no Seija 神々しい悪意の聖者)
- 120: Sbohem: Jakotsovo requiem (Sayonara Jakotsu no Chinkonka さよなら蛇骨の鎮魂歌)
- 121: Konečný souboj. Poslední a nejsilnější z bandy sedmi Kessen! (Saikyō Saigo no Shichinintai 決戦! 最強最後の七人隊)
- 122: Síla banryu: Smrtící zápas na hoře Hakurei (Kyōretsu Banryū Hakureizan no Shitō 強烈蛮竜 白霊山の死闘)
- 123: V temnotě znovuzrozený Naraku (Kurayami no Saki ni Shinsei Naraku 暗闇の先に新生奈落)
- 124: Sbohem, má milovaná Kikyo (Saraba Itoshiki Kikyō yo さらば愛しき桔梗よ)
- 125: Temnota Kagomenina srdce (Kagome no Kokoro no Yami かごめの心の闇)
- 126: Změna zármutku v kuráž (Kokoro no Itami o Yūki ni Kaero 心の痛みを勇気にかえろ)
- 127: Nevařte to: Hroziví sušení démoni (Nichadame! Kyōfu no Himono Yōkai 煮ちゃダメ! 恐怖の干物妖怪)
- 128: Sušení démoni a hrozivý boj na kulturním festivalu (Himono Yōkai to Gekitō Bunkasai 干物妖怪と激闘文化祭)
- 129: Chokyuukai a ukradené nevěsty (Chokyukai to Ryakudatsusareta Hanayome 猪九戒と略奪された花嫁)
- 130: Šippův nový útok: šrám srdce (Hoero Shippō Ōgi Kokoro no Kizu 吠えろ七宝奥義 心の傷!)
- 131: Kwanonin pověstný pergamen – prokletí krásy (Kannon Kakejiku Noroi no Wana 観音掛け軸 呪いの罠)
- 132: Nejnebezpečnější přiznání mnicha Miroka (Miroku Hōshi no Mottomo Kiken na Kokuhaku 弥勒法師の最も危険な告白)
- 133, 134: Žena, která milovala Sesshomara (Sesshōmaru o Aishita Onna 殺生丸を愛した女)
- 135: Poslední hostina Mirokova učitele (Miroku no Shishō Saigo no Utage 弥勒の師匠最後の宴)
- 136: Zjevení divného neviditelného démona (Kaikitōmei Yōkai Arawaru Arawaru! 怪奇透明妖怪現る現る!)
- 137: Předek jménem Kagome (Gosenzo-sama no Namae wa Kagome ご先祖の名はかごめ)
- 138: Přežití v horách plných démonů (Yōkai Sanga Futari no Sabaibaru 妖怪山河ふたりのサバイバル)

### Sezóna 6: Episody 139–167
- 139: Veliký souboj u vodopádu (Shōun no Taki no Dai Kettō 昇雲の滝の大決闘)
- 140: Nekonečné city – Halapartna nebes a země (Eien no Omoi Kenkon no Naginata 永遠の思い 乾坤の薙刀)
- 141: Uvolnění démonického koně Enteie (Tokihanatareta Yōba Entei 解き放たれた妖馬炎蹄)
- 142: Splašený kůň Entei a hrůzostrašný Hakudoši (Bōsō Entei to Senritsu no Hakudōshi 暴走炎蹄と戦慄の白童子)
- 143: 3000 mil při pátrání po otci (Chichi o Tazunete San Senri 父を訪ねて三千里)
- 144: Hosenki a poslední střípek drahokamu (Hōsenki to Saigo no Kakera 宝仙鬼と最後のかけら)
- 145: Podivní strážci na hranici k posmrtnému životu (Ano Yo to no Sakai ni Iyō na Monban あの世との境に異様な門番)
- 146: Paní divokých ptáků, princezna Abi (Kishōarai Toritsukai Abi-Hime 気性荒い鳥使い 阿毘姫)
- 147, 148: Osudný milostný příběh předtím, než jsme se poprvé setkali (Meguriau Mae no Sadame no Koi Uta (Zenpen) めぐり逢う前の運命恋歌)
- 149: Jediný šíp, který vyvolal potíže (Haran o Yobu Ippon no Yak 波乱を呼ぶ一本の矢)
- 150: Záhadné světlo, které vede svatého (Seija o Michibiku Fushigi na Hikari 聖者を導く不思議な光)
- 151: Kagomenina instinktivní volba (Kagome Honnō no Sentaku かごめ 本能の選択)
- 152: Ochraňuj a nič (Mamore Soshite Ubaitore! 守れそして奪い取れ!)
- 153: Osud je kruté setkání (Ummei wa Zankoku na Saikai 運命は残酷な再会)
- 154: Démon, který vytvořil průchod na onen svět (Ano Yo to Tsunagaru Yōkai あの世とつながる妖怪)
- 155: Démon který stráží střípek drahokamu (Shikon no Kakera o Mamoru Oni 四魂のかけらを守る鬼)
- 156: Bitva před hrobem – Inuyasha proti Sesshomarovi (Bozen Kessen! Sesshōmaru vs InuYasha 墓前決戦! 殺生丸vs犬夜叉)
- 157: Probodnutí Naraka a démonická smršť (Naraku o Tsuranuke Kongōsōha 奈落を貫け金剛槍破)
- 158: Nespočetné stádo démonických krys (Daibōsō Musū no Yūkai Nezumi 大暴走無数の妖怪ネズミ)
- 159: Kohakovo rozhodnutí a Sangino srdce (Kohaku no Ketsui to Sango no Kokoro 琥珀の決意と珊瑚の心)
- 160: Násilnický přebíhavý chlapec, který přináší štěstí (Shiawase o Yobu Futamata Bōryoku Otoko 幸せを呼ぶフタマタ暴力男)
- 161: Stará chyba mnicha Miroka (Miroku-hōshi Mukashi no Ayamachi 弥勒法師昔のあやまち)
- 162: Společně se Sesshomarem navždy. (Sesshōmaru-sama to Eien ni Issho 殺生丸様と永遠に一緒)
- 163: Kohaku, Sango, Kirara a tajná zahrada (Kohaku Sango Kirara: Himitsu no Hanazono 琥珀珊瑚雲母 秘密の花園)
- 164: Nejmocnější nepřítel: Šippův kulovitý cizopasník (Saikyō no Teki, Yadori Sanagi Shippō 最強の敵 宿り蛹七宝)
- 165: Nejlepší způsob jak porazit Naraka (Naraku o Taosu Saidai no Tegakari 奈落を倒す最大の手がかり)
- 166, 167: Pouto mezi dvěma, použití střípku drahokamu! (Futari no Kizuna - Shikon no Kakera o Tsukae! 二人の絆 四魂のかけらを使え!)